# Абу-Камаль (район)
Абу-Камаль (араб. منطقة البوكمال‎) — район в мухафазе Дайр-эз-Заур Сирийской Арабской Республики. Административным центром района является одноимённый город. Площадь — 6807 км². Численность населения по данным на 2004 год составляла 265,142 чел.

## Географическое расположение
Район расположен в юго-восточной части Сирии, в Сирийской пустыне. Река Евфрат разделяет территорию района на две части.

## Внутреннее деление
Район делится на 4 нахии:
| № | Карта | Русское название | Оригинальное название | Население, чел. |
| - | ----- | ---------------- | --------------------- | --------------- |
| 1 |       | Абу-Камаль       | ناحية البوكمال        | 92,031          |
| 2 |       | Хаджин           | ناحية هجين)           | 97,870          |
| 3 |       | Эль-Джалаа       | ناحية الجلاء          | 29,255          |
| 4 |       | Эс-Соусех        | ناحية السوسة          | 45,986          |